# Paul Aubry (médecin)
Pour les articles homonymes, voir Paul Aubry et Aubry.
 (octobre 2010).
Si vous disposez d'ouvrages ou d'articles de référence ou si vous connaissez des sites web de qualité traitant du thème abordé ici, merci de compléter l'article en donnant les références utiles à sa vérifiabilité et en les liant à la section « Notes et références ».
Paul Aubry (1858-1899) est un médecin originaire de Saint-Brieuc. Il est l'auteur de La contagion du meurtre : étude d'anthropologie criminelle, Paris, Félix Alcan, coll. «Bibliothèque de philosophie contemporaine», 1887., 184 pp) et de Documents de criminologie rétrospective (Basse et moyenne Bretagne, XVIIe siècle et XVIIIe siècle, en collaboration avec le Docteur Armand Corre (Lyon, Storck, 1895, gr. in-8°., 580 p).